# Аспандиярова, Дина Адильевна
Дина Адильевна Аспандиярова (род. 10 июля 1976, Алма-Ата) — казахстанский, российский и австралийский спортивный стрелок. Участница летних Олимпийских игр 2000, 2008 и 2012 годов, чемпионка мира 2010 года, чемпионка и двукратный бронзовый призёр летних Азиатских игр 1998 года, бронзовый призёр летних Азиатских игр 1994 года.

## Биография
Дина Аспандиярова родилась 10 июля 1976 года в Алма-Ате.
Первых международных успехов достигла в составе сборной Казахстана на летних Азиатских играх. В 1994 году в Хиросиме завоевала бронзовую медаль в командном первенстве в стрельбе из спортивного пистолета с 25 метров. В 1998 году в Бангкоке выиграла золото в личном первенстве и серебро в командном первенстве в стрельбе из пневматического пистолета с 10 метров, а также стала второй в командном первенстве в стрельбе из спортивного пистолета с 25 метров.
В 2000 году вошла в состав сборной Казахстана на летних Олимпийских играх в Сиднее. В стрельбе из пневматического пистолета с 10 метров заняла 2-е место в квалификации, выбив 388 очков из 400 возможных, а в финале стала 6-й с 483,7 очка, уступив 4,5 очка выигравшей золото Тао Луне из Китая. В стрельбе из спортивного пистолета с 25 метров поделила 28-30-е места в квалификации, выбив 572 очка из 600 возможных.
В 2001 году вместе с мужем, главным тренером сборной Казахстана Анатолием Бабушкиным сменила спортивное гражданство и стала выступать за Россию. По словам Аспандияровой, спортивное руководство Казахстана осталось недовольно выступлением стрелков на Олимпиаде, обвинив в неудаче Бабушкина.
В 2003 году, после того как Бабушкина пригласили стать тренером сборной Австралии по стрелковому спорту, переехала в Австралию. Аспандиярова не попала в состав сборной России на летние Олимпийские игры 2004 года в Афинах, после чего приняла решение выступать за Австралию. Представляет Брисбенский международный стрелковый клуб.
В 2008 году вошла в состав сборной Австралии на летних Олимпийских играх в Пекине. В стрельбе из пневматического пистолета с 10 метров заняла 36-е место в квалификации, выбив 375 очков из 400 возможных. В стрельбе из спортивного пистолета с 25 метров заняла 33-е место в квалификации, выбив 576 очков из 600 возможных.
В 2010 году завоевала золотую медаль чемпионата мира в Мюнхене в составе сборной Австралии в командном первенстве в стрельбе из пневматического пистолета с 10 метров.
В 2012 году вошла в состав сборной Австралии на летних Олимпийских играх в Лондоне. В стрельбе из пневматического пистолета с 10 метров заняла 14-е место в квалификации, выбив 382 очка из 400 возможных.
Завоевала четыре медали на Играх Содружества. В 2006 году в Мельбурне выиграла золото в парной стрельбе из пневматического пистолета с 10 метров и серебро в личном первенстве. В 2010 году в Дели в тех же дисциплинах завоевала соответственно серебро и бронзу.

## Семья
Муж — Анатолий Бабушкин (род. 1956), тренер по стрелковому спорту. Поженились в середине 1990-х.
Дочь — Екатерина (род. 2001).